# Глинне (Сарненський район)
Гли́нне — село в Україні у Березівській сільській громаді Сарненського району Рівненської области . Населення — 3215 осіб.

## Історія
Село Глинне — до 2020 року центр Глиннівської сільської Ради Рокитнівського району Рівненської області. Розкинулося на лівому березі річки Ствиги . Межує з республікою Білорусь.
Походження назви села і досі не з'ясовано до кінця. Найвірогідніша з версій — великі поклади глини, іншою версією є те, що засновником села був князь Глинський (Глинкін). Перша письмова згадка про село належить до 1499 року.
Упродовж XIV—XVI століть землі опинилися під владою Литовської, а після об'єднання Литви з Польщею (1569 р.) і Польської держав. Село Глинне, як і прилеглі села Березово і Блажове, належало поміщику князю Леву Людвигову Радзивілу.
Населення брало участь у визвольній війні 1648—1654 рр. під проводом Б.Хмельницького.
У XVIII—XIX століттях Глинне — торгове містечко. За переказами, на правому березі Ствиги був збудований невеликий князівський замок. До цього часу замок не зберігся, а є лише кам'яний горб, на якому він стояв. Частина вулиць Глинного була забрукована. Під час глибокої оранки траплялися ділянки, суцільно вимощені каменем. Про розвиток торгівлі свідчать монети різного карбування, різні речі, які не вироблялися в селі, а були завезені здалека.
Після третього поділу Польщі (1795 р.) територія краю відійшла до Російської імперії. Входило до Березівської волості Мозирського повіту Мінської губернії.
За умовами Ризького мирного договору 1921 року Глинне відійшло до Польщі. Входило до Березівської гміни (волості) Столінського повіту Поліського воєводства.
17 вересня 1939 року Червона Армія вступила на територію Західної України і Західної Білорусі. Село Глинне ввійшло до складу Радянської України.
В 1943 р. через Глинне проходило партизанське з'єднання Сидора Ковпака у свій знаменитий Карпатський рейд. Було організовано загін самооборони, який брав участь у бойових операціях разом з партизанами. В лави Червоної Армії було мобілізовано 98 односельців, за бойові заслуги 48 з них нагороджені орденами і медалями СРСР, з фронтів не повернулися (загинули і пропали безвісти) 87 земляків.
Відбудова господарств проходила у складних умовах. У 1947 році у селі організували колгосп імені Шверника. Радянська влада активно закріплювалася на місцях. Вже у 1952 році у селі була створена первинна парторганізація КПРС (перший секретар — товариш Єлісєєв), а у 1953 році — комсомольська організація (секретар Кибукевич Іван Максимович).
У 1970 році в село прийшли електрика і радіо. Діяли 8-річна школа (побудована у 1953 році, а в 1971 році реорганізована в десятирічну), ФАП, пологовий будинок, клуб, бібліотека, сільпо, у підпорядкуванні якого знаходились магазини — продовольчий, промисловий, залізноскоб'яний, книжковий, їдальня, пекарня, ковбасний цех, цех безалкогольних напоїв, майстерня із пошиття одягу.
На 1 січня 2014 року в селі нараховується 650 дворів, проживає 3215 осіб. Серед промислових об'єктів та організацій, які знаходяться в межах населеного пункту, слід виокремити Глиннівське лісництво ДП «Рокитнівський лісгосп», Березівське ССТ, магазини різної форм власності, кафе, хлібопекарня, млин, відділення зв'язку, цехи первинної обробки деревини, Глиннівська дільниця Рокитнівського РЕМ ЗАТ «ЕЙ –І — ЕС Рівнеенерго», відділення ВАТ «Укртелеком», відділення фірми побутових послуг «Полісся», будинок культури, ФАП, бібліотека, загальноосвітня школа I–III ступенів, православна церква Різдва Пресвятої Богородиці та церква християн віри євангельської (ХВЄ). Неподалік села, у лісовому урочищі Юзефін, з 1997 р. діє жіночий монастир Іверської Ікони Божої Матері й росте Юзефінський Дуб.

## Населення
За переписом населення 2001 року в селі мешкало 2 257 осіб.

### Мова
Розподіл населення за рідною мовою за даними перепису 2001 року:
| Мова       | Відсоток |
| ---------- | -------- |
| українська | 99,87 %  |
| російська  | 0,09 %   |
| білоруська | 0,04 %   |

## Пам'ятки природи

#### Юзефінський дуб
Юзефінський дуб — ботанічна пам'ятка природи. Розташований неподалік від села Глинне (Рокитнівський район), на території пам'ятки природи — урочища «Юзефінська Дача», посеред місцини, що зветься Радзивилівська пуща.
Свою назву місцевість отримала від роду литовських князів Радзивілів, які з 15 століття володіли цими землями у складі Великого князівства Литовського та Речі Посполитої.
За місцевими переказами, Юзефінський дуб є свідком походів на древлянські землі київського князя Ігоря 945 року та княгині Ольги та навіть має відповідне прізвисько «Дуб князя Ігоря». У 20 столітті деякі природознавці підтвердили цю легенду, визначивши за фітограмою вік Юзефінського дуба в 1350 років, завдяки чому він потрапив до переліку Природних чудес України та навіть визнаний був найстарішим дубом України. Проте подальші точні виміри засвідчили, що його обіймище становить 7,90 метри, висота до 20 метрів, вік — близько 1000 років.
У 2010 році Юзефінський дуб став призером Всеукраїнського конкурсу «Національне дерево України», посівши 2 місце в номінації «Історичне дерево України». Свідоцтво видано Рокитнівській районній раді.
Дуб-патріарх найстаріший дуб в Україні, адже має понад 1300 років. Дуб-патріарх має обхват 8,4 метра, його ледве охоплюють, узявшись за руки, п'ятеро людей. Не один раз дуб уражався блискавками. Саме після однієї з них, яка вдарила у дуб-велетень 28 червня 1997 року, зрізала найтовщу гілку та розкроїла кору дерева аж до землі, вчені-дендрологи визначили вік шанованого дерева.
Нині дуб пускає зеленаві пагінці, але вгору вже не пнеться — сили ж бо не ті. Поліщуки вважають дуб-патріарх своїм оберегом. Росте дуб в урочищі «Юзефінська дача» між селами Глинне і Березове Сарненського району Рівненської області.

#### Юзефінська Дача
З XV століття урочище Юзефін належало до володінь роду українсько-литовських князів Радзивілів, тому навколишні ліси мали назву Радзивілівської пущі. Радзивіли були керівниками Великого князівства Литовського ще в 30-роки XIX століття, а одна з представниць їхнього роду Барбара була коронована з польським королем Зигмундом.
Нині урочище «Юзефінська Дача» — пам'ятка природи загальнодержавного значення. Пам'ятка створювалась саме для охорони дуба-патріарха та його молодших братів 500-600-річного віку. Тут також зростають могутні сосни веймутова, віковічні ялини. В ярусі підліску — ліщина, горобина, крушина ламка. Трав'яний покрив утворюють копитняк європейський, підмаренник запашний, квасениця звичайна, чорниці, брусниці, ожина. Невеличкі ставочки надають ділянці надзвичайно мальовничого вигляду.

#### Глиннівський курганний могильник
Глиннівський курганний могильник XI-XIII століття — общинне кладовище часів Київської Русі. Знаходяться за 6 кілометрів на північ від села Глинне в мальовничому урочищі Юзефін за 600 метрів на схід від жіночого монастиря Іверської ікони Божої Матері. Займає площу 120 на 50 метрів, витягнутий зі сходу на захід. Всього 28 курганів. Могильник знаходиться в лісі, на невеличкому піщаному підвищенні, за 5 км на захід від р. Ствиги. Його дослідження було здійснено в 1980 році.

## Освіта і культура

### Глиннівський НВК «ЗНЗ І-ІІІ ступенів— ДНЗ»
В селі Глинне діяли 8-річна школа (побудована у 1953 році). В 1970 р. було добудовано ще декілька класних кімнат, а в 1971 році школа реорганізована в десятирічну. В школі впроваджено допрофільну підготовку(філологічний напрям: профіль українська філологія). У 2010 році було побудовано нове приміщення школи.

### Бібліотека
Бібліотека у с. Глинне була відкрита у 1938—1939 рр. Це була хата — читальня з декількома десятками книг. У роки Другої Світової війни бібліотека була знищена, все погоріло, ніде нічого не залишилось. І тільки вже у післявоєнний період у селі відкрили клуб і виділили кімнату для бібліотеки. Першим бібліотекарем працював Кибукевич Іван Максимович. З 1955 року в бібліотеці працює Кулакевич Микола Федорович. Фонд бібліотеки становить уже близько тисячі примірників книг. У 1957 році у селі побудували новий Будинок культури і бібліотеку перенесли в нову, світлу кімнату. З року в рік фонд бібліотеки збільшується. На 01.01.1989 року фонд вже нараховує 16 924 примірника. Часто мінялись і працівники. Працювали Коханевич Ольга Артемівна, Дробуш Надія Герасимівна, Рогульчик Валентина Федорівна, Суховецька Зоя Йосипівна, Скаковець Марія Мусіївна, Лесковець Тетяна Петрівна, Лесковець Наталія Миколаївна.
В даний час бібліотека знаходиться в окремому приміщенні з чотирьох кімнат.
Школа — це навчально-виховний заклад. В ній безпосереднє місце займає бібліотека, яка виховує і навчає дітей за допомогою книги.
Початковий фонд Глиннівської шкільної бібліотеки становив близько 50 примірників. Переважно це були дитячі та художні книги. Знаходились вони в книжній шафі в класі. Видавала книги вчитель початкових класів Рогульчик Ольга Артемівна.
В 1971 році було добудовано Глиннівську школу і вона стала десятирічкою. Тоді виділили окрему кімнату для бібліотеки. Працювала в бібліотеці випускниця школи Коханевич Ольга Денисівна. Літератури нараховувалось до тисячі примірників. Переважала художня література. В бібліотеці стояло чотири великі стелажі і стіл для бібліотекаря.
В 1977 році вийшла постанова «Про перехід на безплатне користування підручниками учнями загальноосвітніх шкіл». В бібліотеку крім художньої літератури почали надходити і підручники. В зв'язку із збільшенням фонду для бібліотеки виділяють інше приміщення з двома кімнатами. В одній знаходилась література, у другій — підручники.
Спільно з педагогічним колективом бібліотекар бере участь у проведенні предметних тижнів, надає допомогу у пошуку матеріалів як вчителям так і учням. Ефективними формами роботи є книжкові виставки, огляди літератури, обговорення книг, читацькі конференції, тематичні вечори та свята.
Одним із важливих напрямків діяльності бібліотеки є комплектування фонду, якомога повне забезпечення різноманітних потреб користувачів потрібними джерелами інформації.
З 2002 року сільська і шкільна бібліотеки реорганізовані в публічно — шкільну бібліотеку. Відбулося злиття фондів двох бібліотек. Бібліотека знаходиться в двох приміщеннях, в окремій кімнаті фонд підручників. Працює два працівники.
Сьогодні бібліотека с. Глинне — це інформаційний, культурно-просвітницький, дозвіллєвий центр на селі, осередок збереження національної культури, народних традицій, звичаїв, центр спілкування сільчан.
У бібліотеці створено стенд «Бібліотека і читач», на якому розміщена інформація: правила користування бібліотекою, бюлетень «Радимо прочитати» та інше.
Публічно — шкільна бібліотека обслуговує різні категорії населення. В бібліотеці діє публічний центр регіональної інформації «Влада інформує». Тут крім опублікованих матеріалів про діяльність органів місцевої влади можна ознайомитись і з неопублікованими: рішеннями сесій сільської Ради, розпорядженнями голови села. До послуг громади папки — накопичувачі «Законодавство», «Освіта», «Медицина» та інше, а також для широкого загалу подається інформація про діяльність бібліотеки: оголошення про конкурси, масові заходи, вікторини тощо. Не залишились поза увагою і люди з обмеженими можливостями. Для них організовано постійно діючу виставку «Повір у себе», розповсюджується інформаційний бюлетень «Інва. нет», проводяться масові заходи. Для кращого обслуговування населення введено нову бібліотечну послугу «Бюро добрих послуг».
Широке і всебічне розкриття фонду бібліотеки здійснюється за допомогою довідково-бібліографічного апарату: це алфавітний і систематичний каталоги, систематична картотека статей, краєзнавча картотека, папки-досьє різноманітної тематики. Всі масові заходи супроводжуються книжковими виставками, біля яких проводяться огляди, бесіди, перегляди. В бібліотеці постійно діє виставка «Календар знаменних і пам'ятних дат».
Бібліотека продовжує розвивати форми і методи роботи, які сприяють піднесенню духовності молоді, дітей, виховання в них любові та дбайливого ставлення до рідної землі, природи, охорони навколишнього середовища, історії культури краю, народних звичаїв, обрядів та традицій.
Сьогодні в час духовного відродження України значно збільшився інтерес молоді до її історичного минулого. Саме бібліотека формує особистість на ґрунті історії, культури, традицій народу. З метою популяризації краєзнавчої літератури в бібліотеці оформлено постійно діючу книжкову виставку та куточок народознавства. Велику увагу бібліотекар приділяє збору та оцифруванню краєзнавчих документів. Оформлені папки-досьє «Історія села», «Історія організацій, установ, закладів, які знаходяться на території села», «Дослідження краю».
Основна увага приділяється роботі з дітьми. Організовуються виставки дитячих робіт. Традиційним стало святкування: Тижня дитячої та юнацької книги, посвята першокласників в читачі, вшанування Великого Кобзаря та ін. Для збереження життя книги діє гурток книголюбів «Книжкова лікарня».
Щорічно бібліотека бере участь у районному огляді-конкурсі «Найкращий читач України». Змістовно та насичено проходять тематичні, літературні та святкові вечори до Дня жінки, Дня Перемоги, Дня Незалежності України, Дня села та різних свят. Вони проводяться разом з членами культурно — дозвіллєвого комплексу.
Для тих, хто бажає більше знати, читати, розуміти, пізнавати двері бібліотеки завжди гостинно відчинені.

### Будинок культури
Глиннівський сільський будинок культури побудований у 1966 році. Форма власності — державна. Основний вид діяльності — організація дозвілля громади, робота з молоддю, виховання підростаючого покоління, проведення масових заходів на різноманітну тематику, проведення вечорів відпочинку та дискотек. У будинку культури діють гуртки художньої самодіяльності, вокальний, танцювальний.

## Охорона здоров'я
Фельдшерсько — акушерський пункт був організований в 1951 році. Пологове відділення було з 1960 по 1980 роки. На даний момент ФАП надає хворим першу медичну допомогу, проводить профілактичні щеплення населенню. Можна придбати необхідні ліки при захворюванні. При ФАПі можна пройти курс лікування, призначений головним лікарем. Медичні працівники відвідують хворих на дому і роблять приписані уколи, процедури. На обліку знаходяться всі діти до одного року. Форма власності — державна.
Аптека в селі Глинне відкрита в 2010 році. Завідувачка Шип Людмила Миколаївна.

### Народжуваність
Глинне разом із сусідніми селами, що складають Глиннівську сільську Раду, займають перше місце в Європі з народжуваності.

## Лісове господарство
Глиннівське лісництво Рокитнівського держлісгоспу засноване в 1939 році. Лісові масиви розміщені на території Поліської низовини і входять в зону змішаних лісів Волинського Полісся. Форма власності — державна.
У лісництві працює 44 працівники. Лісова охорона складає — 19 чоловік. Лісництво поділено на дві майстерських дільниці та 13 обходів. У лісництві є цех переробки деревини із стрічковим верстатом.
Основна діяльність лісництва — ведення лісового господарство. Посадка лісу і догляд за лісовими культурами, проведення рубок, охорона лісу від пожеж і крадіжок. У 2004 році посаджено лісові культури на площі 15 га, рубки догляду проведено на площі 43,6 га. У лісництві є пасіка, де утримується 15 бджолосімей.
Лісництво підтримує тісні зв'язки з лісництвами держлісгоспу, лісництвами всієї Рівненщини. У 1988 році лісоводи Глиннівського лісництва їздили в Польщу для ознайомлення з веденням лісового господарства. А у 2003 році — з діяльністю в Литві.
У лісництві знаходиться державний парк-пам'ятка садово-паркового мистецтва «Юзефінська дача». Це унікальна ділянка лісу, де проростають рідкісні вікові дерева. Група дубів має вік до 500 років, а серед них один дуб — 1350 років. Це найстаріший дуб в Україні. Росте також сосна веймутова, батьківщина якої є Південна Америка, сосна чорна, сосна кримська та ін.
У масивах лісництва у великій кількості росте азалія понтійська (місцева назва — турецький багон). На всій планеті азалія є тільки в Рокитнівському районі і на Північному Кавказі. Це унікальний чагарник, який зберігся ще з дольодовикового періоду життя на землі.
У лісництві під охороною знаходяться рідкісні рослини, які занесені в Червону книгу. Це журавлина дрібноплідна, хамедарна чапичковидна, росичка, ситик бульбовидний, сніздівка звичайна, любка дволиста. Радує око сучасна контора лісництва, споруда якої є однією з найкращих у Рівненській області.

## Сфера послуг

### Глиннівське відділення зв'язку
В 1971 р. в селі Глинне було відкрито відділення зв'язку, яким завідувала Костюкевич Катерина Іванівна.
1987—1999 рр. начальник відділення зв'язку — Кулакевич Федір Миколайович.
1999—2001 рр. — Тимошков Володимир Ілліч.
2001—2012 рр. — Дробуш Марія Адамівна.
З 2012 р. — начальник поштового зв'язку № 5 Рівненської дирекції Укрпошта — Тимошков Володимир Ілліч.
Працює 5 листонош. Село Глинне обслуговують Скаковець Юлія Миколаївна, Тимошкова Галина Миколаївна, село Дубно — Кулакевич Федір Адамович, село Хміль — Кулакевич Василь Іванович, село Познань — Дробуш Віктор Іванович.

### Глиннівський радіовузол
Глиннівське відділення радіовузла Рокитнівського цеху електрозв'язку № 15 засноване у 1951 році, обслуговує населення від с. Залав'я до Заболоття; електролінії с. Глинне — Будки Кам'янські; с. Глинне — Біловіж; с. Глинне — Купеля.
Форма власності — ВАТ Укртелеком. Основна діяльність — обслуговування радіоліній і ліній телезв'язку, капітальні ремонти ліній сільського телефонного зв'язку і радіофікації.

## Релігія

### Церква Різдва Пресвятої Богородиці села Глинне
Після третього поділу Польщі (1795 р.) територія краю відійшла до Російської імперії. Селяни вже не зазнавали релігійних утисків. Варто відмітити, що православна віра була дороговказом і користувалася великою пошаною в людей. Як тільки закипіло в невеликому хуторі життя, відразу й було побудовано маленьку церкву. На її побудову знадобилася допомога мешканців 17 дворів. Принаймні, такі дані є в переписі земель, що входили до володінь князя Домбровицького за 1679 рік. Що з цією церквою стало далі — невідомо. Можливо, вона була розібрана від старості. У 1716 році на тому самому місці була побудована Церква Різдва Божої Матері. Про це йдеться у «Ведомостях о приписной к означенной церкви Рождество-Богородичной села Глинна Мозырского уезда за 1840год». В ній описується стан церкви на той момент. Зокрема, повідомляється що церква побудована з дерева на кошти прихожан, без дзвіниці. Іконостас дуже давній, потребує ремонту або заміни. При церкві є 50 квадратних саженів присадибної землі, орної землі одна уволока, сінокосу на 50 возів. Плати священику не передбачено. Опис церковного майна зроблено за присутності священика Іоанна Марковського. Не менш цікавою є історія церковної чаші (потіра), яку було придбано у 1749 році. А от Євангеліє вагою 10 кг було придбано нашими предками у 1900 році за пару волів.
Вічний спочинок тут знайшли диякон Березівської церкви Стефан Рункевич, а також його батько священик Глиннівської церкви Василь Рункевич та інші їх предки. До речі, нащадок Рункевичів Степан Григорович Рункевич (1867—1924) став видатним церковним діячем і ученим кінця XIX — початку XX ст.
З 1921 до 1939 року село входило до складу Польщі. Незважаючи на вплив католицизму, православна церква безперешкодно діяла в той час.
В роки радянської влади церкву закрили. Натомість тут розмістилися склади. А у 1982 році за нез'ясованих обставин церква згоріла дотла. Хоча, подейкують, що це робота комсомольських активістів. На світанку через розбите вікно вкинули пляшку із запалювальною сумішшю. Довго на тому місці бовваніло згарище. І тільки в роки перебудови, коли послабилися гоніння на церкву, прихожани вирішили розпочати будівництво нового храму на місці спаленого. У 1989 році на пожертви жителів Глинного, Хмелю, Познані, Дубного почала відроджуватися святиня Українського екзархату Руської Православної Церкви (РПЦ). Керував будівництвом церковний староста Лесковець Григорій Павлович і за півтора року храм постав у всій красі. Першу службу відправив протоієрей Іоанн (Котик). Освячення престолу відбулося 5 вересня 1990 року архієпископом Іринеєм, він же й призначив нового священика — отця Андрія (Гумена). Через два роки його змінив протоієрей Володимир (Котюк). Нинішній настоятель храму Різдва Богородиці УПЦ — протоієрей Федір (Коханевич).

### Церква Християн Віри Євангельської
Перші прихожани церкви християн віри євангельської збиралися в одній старенькій хатині, їх було небагато. У 50-ті роки почали будувати дім молитви. А коли прихожан почало збільшуватись, тоді у 70-х роках вони добудували ще більше приміщення, а потім ще раз розширились у 80-х роках. У 2013 році за кошти прихожан почали будувати новий Дім молитви.

## Відомі люди
Лесковець Григорій Степанович [Архівовано 16 червня 2016 у Wayback Machine.]
Лесковець Григорій Степанович народився 27 листопада 1917 року в с. Глинне Рокитнівського району Рівненської області. В 1939 році пішов на польську війну, а потім мобілізований у Червону армію. Помер 5 грудня 2003 року.
Нагороджений: орденом Вітчизняної війни, медаллю «За взяття Берліна», медаллю Жукова, медаллю «За перемогу над Німеччиною в Великій Вітчизняній війні 1941—1945 рр.», ювілейною медаллю « Двадцять років Перемоги у Великій Вітчизняній Війні 1941—1945 рр.», ювілейною медаллю «Тридцять років Перемоги у Великій Вітчизняній Війні 1941—1945 рр.», ювілейною медаллю «Сорок років Перемоги у Великій Вітчизняній Війні 1941—1945 рр.», ювілейною медаллю «П'ятдесят років Перемоги у Великій Вітчизняній Війні 1941—1945 рр.», ювілейною медаллю «60 років Перемоги у Великій Вітчизняній Війні 1941—1945 рр.», ювілейною медаллю «70 років Перемоги у Великій Вітчизняній Війні 1941—1945 рр.», пам'ятним знаком «60 років визволення України».
Рогульчик Юхим Андрійович [Архівовано 16 червня 2016 у Wayback Machine.]
Рогульчик Юхим Андрійович народився в 1919 році в селі Глинне Рокитнівського району Рівненської області.
У 1939 році був призваний на строкову службу. Із строкової служби пішов на війну. Воював в артилерійських військах. Брав участь у Курській дузі. В 1943 році був поранений і лікувався в Казахстані в м. Семипалатинськ. Там йому ампутували ногу і його комісували.
Нагороджений: орденом Вітчизняної війни, медаллю «За перемогу над Німеччиною в Великій Вітчизняній війні 1941—1945 рр.», ювілейною медаллю « Двадцять років Перемоги у Великій Вітчизняній Війні 1941—1945 рр.», ювілейною медаллю «Тридцять років Перемоги у Великій Вітчизняній Війні 1941—1945 рр.», ювілейною медаллю «60 років Збройних Сил СРСР».
Рогульчик Степан Йосипович [Архівовано 18 травня 2015 у Wayback Machine.]
Рогульчик Степан Йосипович народився 13 липня 1911 року на хуторі Дубно біля села Глинне Березовської волості Мозирського повіту Мінської губернії (сучасне село Дубно Рокитнівського району Рівненської області). Служив у польській армії, так як на той час наша територія уже перебувала в складі ІІ Речі Посполитої. Орієнтовно призивався в 1932—1933 роках. Відслуживши польську армію, повернувся додому.
Мобілізований до Радянської Армії наприкінці 1943 року. З ним призивалися Сергій Рогульчик, Федір Скаковець, Андрій Рункевич, Гнат Скаковець. Спочатку потрапили на пункт збору в селі Березове. З Березового йшли пішки і їх аж до самого Глинного проводжав батюшка. Далі їх шлях проліг на Кам'яне, поїздом в Остки, а звідти — в Овруч Житомирської області. Там їх обмундирували і зразу в бій.
Був поранений у першому ж бою під Вітебськом в 1944 році. Поранило осколком, повністю вивернуло ногу. Три доби він пролежав на полі бою серед убитих, поки його не знайшли санітари з допомогою спеціально навчених собак. В госпіталі пробув два роки. За цей час пошкоджену ногу відрізали 8 разів, але через зараження довелося ампутувати повністю. Вижити в госпіталі вдалося завдяки професіоналізму та людяності лікарів. До останнього подиху згадував лікарку, яка своїм піклуванням і добрим серцем повернула його до життя.
Родина навіть спочатку отримала на нього похоронку. А скільки радості було, коли невдовзі від чоловіка і батька надійшов лист з госпіталю: «Я сильно руку нажимаю, так мені трудно писати…».
Демобілізований у 1946 році. На жаль, відомостей про те, у якій військовій частині перебував, у якому госпіталі лікувався не збереглося. Відомо лише те, що ймовірно був кулеметником, бо був біля одного кулемета на пару з Скаковцем Федором, який загинув в одному з боїв і похований в с. Бураки Ліозненського району Вітебської області.
Інвалід війни ІІ групи, вже в часи незалежності призначили інвалідність І групи.
Нагороджений орденом Вітчизняної війни І ступеня 23 грудня 1985 року (нагородний документ № 193), численними ювілейними медалями.
Помер у 1995 році.